# Bednaja Nastja
Bednaja Nastja (russisch Бедная Настя, deutsch Arme Nastja) ist eine russische historische Telenovela aus den Jahren 2003–2004, die in 34 Ländern ausgestrahlt wurde. Die Telenovela spielt im 19. Jahrhundert und stützt sich auf die reelle historische Lage. In der Serie treten auch reelle historische Figuren auf. Situationen und Hauptfiguren sind jedoch fiktiv.

## Handlung
Sankt Petersburg im Jahre 1839. Der alte Baron Korf hat das Waisenkind Anna wie seine eigene Tochter großgezogen. Er träumt davon, Anna auf der Theaterbühne zu sehen. Man sieht in der jungen Frau ein großes Talent und sagt ihr eine große Zukunft voraus. Doch niemand weiß, dass Anna eine Leibeigene Korfs ist. Der junge Baron Wladimir Korf verachtet Anna, ist aber von geheimer Leidenschaft zu ihr ergriffen. Der junge Fürst Michail Repnin hat sich in die talentierte Schauspielerin verliebt. Er weiß aber nichts von ihrer Abstammung.
Die Fürstin Maria Dolgorukaja erfährt nach dem Tod ihres Ehemannes, dass er eine außereheliche Tochter Nastja haben soll und dass der alte Korf darüber Bescheid wusste. Die Witwe will sich an Korf rächen und sich des Landgutes der Familie Korf bemächtigen. Marias ältere Tochter Lisa ist in Wladimir Korf verliebt. Die nach Geld gierige Fürstin hat aber vor, Lisa an einen alten und reichen Edelmann zu verheiraten, den ihre Tochter nicht leiden kann.
Wer diese arme Nastja, dieses uneheliche Kind des verstorbenen Fürsten, ist, wird am Ende der Telenovela bekannt. Es ist aber nicht so schwer zu erraten, dass die Leibeigene Korfs, Anna, in der Realität Fürstin Anastasia Dolgorukaja ist.

## Besetzung

### Produktion
- Produktionsfirmen: Amedia, Sony Pictures Entertainment, Russian World Studios im Auftrag des Fernsehsenders STS
- Produzenten: Alexander Akopow, Jeff Lerner, Paul Rauch, Dmitri Schutko
- Drehbuch: Tita Bell, Sergej Kaluschanow, Linda Schreyer, Lisa Seidman, Elizabeth Snyder
- Regie: Jekaterina Dwigubskaja, Stanislaw Libin, Anna Plotkina, Peter Shtein, Alexander Smirnow

### Darsteller
- Jelena Korikowa: Anna Platonowa
- Daniil Strachow: Wladimir Korf
- Pjotr Krassilow: Michail Repnin
- Dmitri Issajew: Zarensohn Alexander Nikolajewitsch
- Olga Ostroumowa: Maria Dolgorukaja
- Alexander Filippenko: Andrej Sabalujew
- Jekaterina Klimowa: Natalia Repnina
- Anton Makarski: Andrej Dolgoruki
- Ljudmila Kurepowa: Sonja Dolgorukaja
- Anna Tabanina: Lisa Dolgorukaja
- Viktor Werschbizki: Zar Nikolaj I. Pawlowitsch
- Aljona Bondartschuk: Zarin Alexandra Fjodorowna
- Anna Gorschkowa: Polina Penkowa
- Dmitri Schewtschenko: Karl Schuller
- Albert Filosow: Baron Korf
- Igor Dmitrijew: Fürst Obolenski
- Vladimir Katschan: Alexander von Benckendorff
- Alexander Kaljagin: Wassili Schukowski
- Marina Alexandrowa: Marie von Hessen-Darmstadt
- Marina Kasankowa: Olga Kolinowskaja
- Teona Dolnikowa: Rada, Schwester von Zigeuner Ssedoj
- Larissa Schachvorostowa: Marpha Jegorowna, Mutter von Nastja
- Emanuil Vitorgan: Fürst Dolgoruki
- Nina Ussatowa: Warwara
- Swetlana Andrejewna Toma: Ssytschicha
- Olga Ssjomina: Tatjana

## Ausstrahlung

### Russland
Die Premiere der Telenovela Bednaja Nastja fand am 31. Oktober 2003 auf STS statt. Die Fernsehserie wurde bis zum 30. April 2004 in der Primetime immer werktags um 20.00 Uhr gesendet (mit der morgendlichen Wiederholung um 8.00 Uhr).
Bednaja Nastja war die erste russische Telenovela, die auf STS gesendet wurde, und der erste Projekt von Amedia. Der Erfolg der Telenovela inspirierte die weiteren gemeinsamen Projekte der beiden Unternehmen, wie Ne rodis karassiwoj, Adjutanty ljubwi und Moja prekrasnaja njaja.
Ab 21. Juni 2004 fing die Wiederholung der Telenovela auf Rossija wieder in der Primetime werktags um 20.55 Uhr an (mit der morgendlichen Wiederholung um 8.45 Uhr). Später wurde sie aber auf 12.00 Uhr verschoben.
Am 10. Januar 2006 hat STS begonnen, die Telenovela wegen zahlreicher Bitten der Zuschauer noch Mal werktags um 17.30 Uhr zu wiederholen. Schon im Februar 2006 wurde Bednaja Nastja aber durch eine weitere Wiederholung von Charmed ersetzt und auf 12.00 Uhr verschoben.
Am 18. Juli 2008 hat der russische Sender Domaschni mit der weiteren Wiederholung der Fernsehserie um 17.00 und um 3.45 Uhr angefangen.

### Ukraine
Die ukrainische Premiere von Bednaja Nastja fand gleichzeitig mit der russischen Premiere am 31. Oktober 2003 auf 1+1 um 20.15 und 14.50 Uhr statt.
Von 1. Dezember 2004 wurde Bednaja Nastja abends um 21.00 Uhr auf TET wiederholt. Darüber hinaus begann noch eine Wiederholung der Telenovela wieder auf 1+1 am 19. Dezember 2005 morgens um 11.15 Uhr.
Eine weitere Wiederholung in der Ukraine erfolgte auf Nowy kanal.

### China
2005 hat der chinesische nationale Sender Channel 8 die Telenovela unter dem Namen Liebe in Sankt Petersburg gesendet, sodass über 20 Mio. Zuschauer die Geschichte von armer Nastja gesehen haben. Die Ursache eines solchen Erfolgs in China liegt an dem Interesse der Chinesen an russischer Literatur. Sie selber produzierten und drehten Miniserien und Telenovelas, die sich auf verschiedene Werken der russischen Literatur gründen, zum Beispiel Wie der Stahl gehärtet wurde und Im Morgengrauen ist es noch still, in denen russische und ukrainische Schauspieler auftreten.

### Weltweit
Bednaja Nastja wurde in vielen weiteren Ländern der Welt gesendet, u. a. in Kasachstan, Belarus, Estland, Lettland (auf Russisch mit lettischen Untertiteln), Finnland, Bulgarien, Ungarn, Rumänien, Griechenland, Slowakei, Serbien (auf Russisch), der Tschechischen Republik, Spanien, der Türkei, Israel (auf Russisch), in manchen Ländern Lateinamerikas.
Großen Erfolg hatte Bednaja Nastja in Osteuropa, sowie auch in Griechenland, wo sie auf dem zentralen Sender Mega-TV unter dem Namen Ftohi mou Anastasia ausgestrahlt wurde. In Israel konnte man die Telenovela auf dem russischsprachigen Sender Israel Plus sehen.
In Spanien hatte die Telenovela unter dem Namen Anastacia keinen Erfolg. Obwohl die erste Folge einen ziemlich großen Eindruck machte, ist das Interesse an der Telenovela schnell verschwunden. Zuerst wurde jede Folge auf 20 Minuten gekürzt, demnächst wurde die Ausstrahlung auf 13.30 Uhr verschoben. Später wurde die Telenovela überhaupt eingestellt. Solchen Misserfolg hatte sie auch in Kolumbien.

## Fortsetzung der Telenovela
Der große Erfolg der Telenovela Bednaja Nastja in Russland, in Nachfolgestaaten der Sowjetunion, Griechenland und China führte zur Idee, eine Fortsetzung der Telenovela zu drehen. In der Presse wurde mitgeteilt, dass die Aufnahmen im Herbst 2005 hätten beginnen müssen. STS hat sogar die Werbung von Bednaja Nastja 2 ausgestrahlt, die heute bei YouTube angeschaut werden kann.
Bis heute haben die Aufnahmen aber nicht begonnen. In seinem Interview vom 5. August 2006 für die Zeitung Trud sagte der Hauptdarsteller Daniil Strachow, er habe keine Ahnung, ob die Fortsetzung geplant ist, und es sei schon unmöglich, alle Darsteller wieder zu versammeln.

## Trivia
- Nastja ist die Kurzform des weiblichen russischen Vornamens Anastasia.
- Bednaja Nastja ist die erste russische Serie, die so erfolgreich ins Ausland verkauft wurde.[10]
- Das Budget der Telenovela betrug 11,8 Mio. US-Dollar.[16]
- Die Aufnahmen fanden zum Teil im Winterpalast in Sankt Petersburg statt.[17]
- An dem Casting für die Hauptdarsteller nahmen 7.200 Schauspieler in 14 Städten Russlands teil.[3]